# Edsåker
Edsåker är en by i östra Ljustorps socken, Timrå kommun, Medelpad, Sverige. Byns historia går tillbaka till 1500-talet då den nämns i en skattelängd. Namnet sägs komma från betydelsen åker och ed, som sägs vara namnet på den dalsänka som binder samman Stavre och Frötuna. Det här är idag en jordbruksbygd med många aktiva bönder, betande kor och uppodlad mark. Byn ligger efter Ljustorpsvägen mellan Stavreviken och Mellberg.